# Cluzobra grandcolasi
Cluzobra grandcolasi är en tvåvingeart som beskrevs av Loïc Matile 1996. Cluzobra grandcolasi ingår i släktet Cluzobra och familjen svampmyggor.
Artens utbredningsområde är Franska Guyana. Inga underarter finns listade i Catalogue of Life.